# Chetogaster violacea
Chetogaster violacea är en tvåvingeart som beskrevs av Macquart 1851. Chetogaster violacea ingår i släktet Chetogaster och familjen parasitflugor. Inga underarter finns listade i Catalogue of Life.